# モナルキア主義
モナルキア主義（ラテン語: Monarchianismus）もしくは一位神論、単一神論 (英語: Henotheism)とは、キリスト教神学の見解の一つで、神は一つの位格しか持たないとする事を強調する立場の神学的諸説。2世紀以降に登場した見解だが、神が三つの位格を持つとする三位一体の教義を採択した第1コンスタンティノポリス公会議の決定を拒否したため異端とされた。
なお、モナルキアという言葉に含まれるモノというのは、「1つ」という語義である。

## 概説
このモナルキア主義の発生はキリスト教のルーツと深い関係がある。本来キリスト教は厳格な一神教であるユダヤ教の中から始まった宗教運動であった。ところがキリスト教では父なる神のみならず、子なる神イエス、そして聖霊という三つの「神」をどう解釈するかという問題に突き当たることになる。モナルキア主義は神の唯一性を強調することでこの三者を解釈しようとした。
モナルキア主義には正反対の二つの潮流が存在する:
- 様態論的モナルキア主義(modalistic monarchianism、モーダリズム): 神の位格は一つであり、現象として父と子と聖霊という三つの顕現様態があると主張する。キリストの神性を強調するために天父と子の区別を認めない考え方である。著名な論者の筆頭としてサベリウスがいたので、サベリウス主義ともいう。批判者達（テルトゥリアヌス、ヒッポリュトス）はこの考えに従えば、天の父(ラテン語: patri-)なる神が十字架にかけられる受難(ラテン語: passio)を受けたことになるとして、この主張を 天父受難説(Patripassianism)と呼んだ。[4]
- 勢力論的モナルキア主義(Dynamic monarchianism): イエスは単なる人であったが、ヨハネから洗礼を受けた時、神の力（デュナミス）を受けたため神の養子とされたと主張する。イエスは元来本質的には神性ではなく、ただ神の力を受けたため、神性を得たというので、勢力論的モナルキア主義と呼ばれる。別名養子論、養子説ともいう。論者には、皮革業者テオドトス、同名の銀行家テオドトス、アルテモン、サモサタのパウロスがいる。[2][4]

どちらのタイプのモナルキア主義もロゴス・キリスト論者(カルタゴのテルトゥリアヌス、ローマのヒッポリュトス、アレクサンドリアのクレメンス, オリゲネス)から強い批判を受けた。